# Litteraturåret 1973

## Händelser
- 11 mars – Strindbergsmuseet invigs i Strindbergs sista hem, Blå tornet, på Drottninggatan 8 i Stockholm.[1]
- 25 september – Begravningen av chilenske poeten Pablo Neruda blir fokus för protester mot Augusto Pinochets nya regim i Chile[2]

### Okänt datum
- Astrid Lindgren blir hedersdoktor vid Linköpings högskola.
- Poesiförlaget bildas i februari av Eric Fylkeson och Ellinor Bydemar.

## Priser och utmärkelser
- Nobelpriset – Patrick White, Australien[3]
- ABF:s litteratur- & konststipendium – Carin Mannheimer
- Aftonbladets litteraturpris – Tobias Berggren
- Astrid Lindgren-priset – Barbro Lindgren
- Bellmanpriset – Sandro Key-Åberg
- BMF-plaketten – Astrid Lindgren för Bröderna Lejonhjärta
- Carl Emil Englund-priset – Sandro Key-Åberg för På sin höjd
- De Nios Stora Pris – Tito Colliander
- Doblougska priset – Ivar Lo-Johansson, Sverige och Øivind Bolstad, Norge
- Elsa Thulins översättarpris – Karin Alin
- Landsbygdens författarstipendium – Kerstin Ekman och Erik Sjödin
- Letterstedtska priset för översättningar – Eva Liljegren för översättningen av Heinrich Bölls Grupporträtt med dam
- Litteraturfrämjandets stora pris – Sven Lindqvist
- Litteraturfrämjandets stora romanpris – Lars Ardelius
- Nils Holgersson-plaketten – Inger Sandberg
- Nordiska rådets litteraturpris – Veijo Meri, Finland för romanen Kersantin poika (Sergeantens pojke)
- Rabén & Sjögrens översättarpris – Ulla Roseen
- Schückska priset – Hans Levander
- Signe Ekblad-Eldhs pris – Ulla Isaksson
- Stig Carlson-priset – Lasse Söderberg
- Svenska Akademiens stora pris – Erik Wellander
- Svenska Akademiens tolkningspris – Giacomo Oreglia
- Svenska Akademiens översättarpris – C.G. Bjurström
- Svenska Dagbladets litteraturpris – P.C. Jersild för Djurdoktorn
- Sveriges Radios Lyrikpris – Tomas Tranströmer
- Tidningen Vi:s litteraturpris – Birgitta Ek och Lennart Frick
- Tollanderska priset – Olof Enckell
- Östersunds-Postens litteraturpris – Karl Rune Nordkvist
- Övralidspriset – Elsa Grave

## Nya böcker

### A – G
- Aja baja, Alfons Åberg av Gunilla Bergström[4].
- Allra käraste syster av Astrid Lindgren[5]
- The Anatomy of Human Destructiveness av Erich Fromm
- Bladen brinner av Barbro Lindgren
- Bröderna Lejonhjärta av Astrid Lindgren[6]
- De heliga geograferna av Göran Tunström
- Den detroniserade prinsen av Miguel Delibes
- Det sista äventyret av Per Gunnar Evander[7]
- Djurdoktorn av P.C. Jersild
- En resa till medeltiden av Jan Arvid Hellström
- Felix och det stora upproret av Jan Lööf[7]
- Fredsstigens röda av Helmer Linderholm
- Gravitationens regnbåge av Thomas Pynchon
- Grottan i öknen av Lars Gyllensten

### H – N
- Helgeandsmordet av Jan Mårtenson
- Jag byggde Panamakanalen av Torbjörn Säfve
- Kram av Hans-Eric Hellberg[7]
- Kvinnans kamp för ekonomisk frigörelse, (Kvinnofrågans sociala grunder, del 1) av Aleksandra Kollontaj
- Morfars Maria av Hans-Eric Hellberg
- Några steg mot tystnaden av Eyvind Johnson

### O – U
- Ordets makt, novellsamling med historiska motiv av Ivar Lo-Johansson
- Paradistorg av Ulla Isaksson[7]
- Primavera av Sven Delblanc
- Skriftställning 4 av Jan Myrdal
- Stenfågel av Sven Delblanc
- Stumpen av P.C. Jersild
- Teatern brinner av Sven Delblanc
- Tre veckor över tiden av Gunnel Beckman[7]
- Trälarna (första delen) av Sven Wernström[7]
- Tullesommar av Rose Lagercrantz (debut)
- Tuvor av Harry Martinson
- U av Bosse Gustafson
- Ubåt av Lothar-Günther Buchheim

### V – Ö
- Vi kommer att leva igen: Indianska myter, dikter och visioner av Gösta Friberg
- Vild-Hussen av Lars Molin
- Yllet av Lars Gustafsson[7]
- Ängslyckan och andra berättelser av Jan Fridegård
- Övriga frågor av Torgny Lindgren

## Födda
- 8 februari – Åsa Schwarz, svensk författare.
- 3 mars – Eija Hetekivi Olsson, svensk författare.
- 5 maj – Åsa Anderberg Strollo, svensk författare och dramatiker.
- 13 maj – John Lapidus, svensk författare och forskare i ekonomisk historia.
- 15 juni – Silke Scheuermann, tysk poet och romanförfattare.
- 30 juni – Erik Johansson, svensk författare.
- 9 augusti – Jenny Tunedal, svensk författare och litteraturkritiker.
- 7 september – Patricia Fiorent, svensk konstnär, modell och författare.
- 30 september – Fredrik Erixon, svensk ekonom och författare.
- 1 oktober – Johanna Nilsson, svensk författare.
- 7 oktober – Mirja Unge, svensk författare.
- 9 oktober – Linda Skugge, svensk författare och journalist.
- 22 oktober – Lina Wolff, svensk författare.
- 8 december – Katarina Fägerskiöld, svensk författare.
- 14 december – David Liljemark, svensk serieskapare, skämttecknare, barnboksillustratör och författare.

## Avlidna
- 6 mars – Pearl Buck, 80, amerikansk författare, nobelpristagare 1938.
- 13 mars – Gösta Carlberg, 63, svensk författare och översättare.
- 4 maj – Jane Bowles, 56, amerikansk romanförfattare och dramatiker.
- 16 maj – Albert Paris Gütersloh, 86, österrikisk författare, bildkonstnär, skådespelare och regissör.
- 8 augusti – Vilhelm Moberg, 74, svensk författare.
- 2 september – J.R.R. Tolkien, 81, brittisk författare.
- 3 september – Pablo Neruda, 69, chilensk poet, nobelpristagare 1971.
- 14 november – Gunnar Falkås, 70, svensk författare.
- 16 november – Alan Watts, 58, brittisk filosof, författare och talare.

### Fotnoter
1. ↑   Ett folk på marsch 1960-1977. Bonnier
2. ↑  Washington Post
3. ↑  ”Nobelpriset i litteratur”. https://www.nobelprize.org/prizes/lists/all-nobel-prizes-in-literature/. Läst 20 mars 2011.
4. ↑  ”Alfons Åberg”. Arkiverad från originalet den 8 december 2012. https://web.archive.org/web/20121208044934/http://www.alfons.se/fakta_bok_alfons.asp. Läst 21 mars 2011.
5. ↑  ”Astrid Lindgren”. http://www.astridlindgren.se/verken/bocker/bilderbocker. Läst 21 mars 2011.
6. ↑  ”Astrid Lindgren”. http://www.astridlindgren.se/verken/bocker/textbocker?page=1. Läst 21 mars 2011.
7. 1 2 3 4 5 6 7  Gradvall, Nordström, Nordström, Rabe, Jan, Björn, Ulf, Anina. Tusen svenska klassiker. Norstedts Förlagsgrup. Läst 12